# Pascal Salin
Pour les articles homonymes, voir Salin.
Pascal Salin, né le 16 mai 1939, est un économiste français.
Professeur émérite à l'université Paris-Dauphine et spécialiste de la théorie monétaire, de la théorie fiscale, des finances publiques, du libéralisme, il préside la société du Mont-Pèlerin de 1994 à 1996.

## Biographie
Après des études à la faculté de droit de Bordeaux, il effectue un cursus en économie à Paris et étudie à l'Institut d'études politiques de Paris. Il obtient un doctorat en économie ainsi qu'une licence de sociologie. Il passe parallèlement l'agrégation d'économie. Il commence par être assistant universitaire à Paris entre 1961 à 1966, alors qu'il n'a que 22 ans. Puis, il devient maitre de conférences à l'université de Poitiers et Nantes.
En 1970, il est nommé professeur d'université à l'Université de Paris Dauphine où il restera jusqu’à sa retraite en 2009. Il est le cofondateur et ancien directeur du Centre de Recherche en Théorie Economique Jean-Baptiste Say. Il a travaillé aussi comme consultant, notamment, pour le service d’études du Fonds monétaire international, le gouvernement du Niger, l’Organisation des Nations unies pour l'alimentation et l'agriculture, et le Harvard Institute for International Development.
Il a été président de la Société du Mont Pèlerin (association internationale des intellectuels libéraux, fondée par Friedrich Hayek). Il est successivement administrateur de l'Association pour la liberté économique et le progrès social (ALEPS) en 1977, vice-président, puis président depuis fin 2017.
Officier de la Légion d'honneur, Officier du Mérite, il est également chevalier des Arts et des Lettres et officier des Palmes académiques. Il a reçu le prix Renaissance de l'économie en 1986; le Prix du livre libéral décerné par l'ALEPS en 2002, le “Liberalni Institut Annual Award for the Contribution to the Proliferation of Liberal Thinking”, Prague, 2003; le "Gary G. Schlarbaum Prize for lifetime achievement in the cause of liberty", Mises Institute, États-Unis, 2008, le "Premio internazionale Alla' Liberta", Italie, 2015. Il est lauréat du prix Émile-Girardeau en 2016.

## Travaux
Dans les années 1960 et 1970, ses recherches sont influencées par les travaux de Milton Friedman sur le monétarisme, ceux de Jacques Rueff sur l'ordre monétaire mondial, ainsi que ceux de Harry Johnson et son approche monétaire de la balance des paiements. Salin est également influencé par les travaux du Prix Nobel Robert Mundell sur les zones monétaires optimales. Pascal Salin et son collègue Emil-Maria Claassen contribuent beaucoup à la recherche européenne sur ces sujets (voir bibliographie).
Salin s’intéresse ensuite à la théorie économique développée par l’école autrichienne, notamment à travers les travaux de Friedrich Hayek, mais aussi ceux de Ludwig von Mises, Murray Rothbard ou encore Israel Kirzner. Contrairement à d’autres économistes autrichiens tels que Murray Rothbard, il s’oppose au système bancaire libre basé sur un ratio de 100 % de réserves. Il est en faveur, comme l’est aussi George Selgin, de la banque libre à réserves fractionnaires. Comme tous les économistes autrichiens, il voit le keynésianisme comme une aberration dans l’histoire de la pensée économique.
Pendant plusieurs années, Salin a enseigné un des cours majeurs en économie, théorie des systèmes monétaires, à l’Université de Paris Dauphine.

## Prises de positions et médias
Classé parmi les Nouveaux économistes, Salin un économiste et un intellectuel de tendance libérale, voire libertarienne. Par exemple, il a pris position en faveur du projet de directive sur la libéralisation des services dans l'Union européenne (directive Bolkestein).
À propos de l'impôt, il déclare : « Prélevé en fonction d'une norme décidée par les détenteurs du pouvoir étatique, sans respect de la personnalité de chacun, l'impôt pénalise la prise de risque et est foncièrement esclavagiste, allant à l'encontre de son but recherché, bafouant les droits fondamentaux de l'être humain et la propriété de l'individu ». Il voit le chômage comme le résultat de l'intervention de l'État sur le marché du travail et l'atteinte à la liberté des contrats.
Il préconise d’autre part, comme la plupart des libéraux, la diminution ou même la suppression du SMIC en France.
À partir de 1981, il a appartenu au Comité des intellectuels pour l'Europe des libertés.
Il écrit fréquemment dans Les Échos et Le Figaro ainsi que d’autres journaux français comme Le Monde ou encore des journaux étrangers comme le Wall Street Journal Europe.
Il soutient le candidat LR François Fillon à l'élection présidentielle de 2017, estime qu'« il est le seul qui, aujourd'hui, est capable de résoudre les problèmes de la France » et salue notamment son projet économique.

## Ouvrages
- Une contribution à la théorie du revenu permanent, PUF, Paris, 1965 (en collaboration)
- Le Franc contre l'expansion, Cujas, Paris, 1969 (en collaboration avec Marc Giboin et Jean-Dominique Lafay)
- Optica Report 1976 : Inflation and Exchange Rates Evidence and Policy Guidelines for the European Community, Commission of European Communities, 10 février 1977 (comme membre du Groupe Optica)
- Inflation in France dans L.B. Krause et W.S Salant (eds.), Worldwide Inflation Theory and Recent Experience, The Brookings Institution, Washington D.C., 1977 p. 545-87 (en collaboration avec Georges Lane)
- L'unité monétaire au profit de qui ?, Economica, Paris, 1980 (avec une préface en anglais de Friedrich von Hayek)
- L'ordre monétaire mondial, PUF, 1982  (ISBN 978-2130373810)
- L'arbitraire fiscal, Robert Laffont, 1989  (ISBN 978-2221048450)
- La vérité sur la monnaie, Odile Jacob, 1990  (ISBN 978-2738100986)
- Macroéconomie, PUF, 1991  (ISBN 978-2130435303)
- Présence de Jacques Rueff, Omnibus Plon, 1991 (en collaboration avec François Bourricaud)  (ISBN 978-2259020770)
- Libre-échange et protectionnisme, PUF, coll. « Que sais-je ? » no 1032, 1991  (ISBN 978-2130440079)
- La concurrence, PUF, coll. « Que sais-je ? », 1995  (ISBN 978-2130466772)
- L'Arbitraire fiscal ou comment sortir de la crise, Slatkine, 1996
- Libéralisme, Odile Jacob, 2000  (ISBN 978-2738108098)
- Libre-échange, PUF, coll. « Que sais-je ? » no 3636, 2002
- Français, n'ayez pas peur du libéralisme, Odile Jacob, 2007  (ISBN 978-2738119629)
- Pourquoi la capitalisation pour la France dans Le Taureau par les Cornes. Comment résoudre la crise des retraites de José Piñera, Institut Charles Coquelin, Paris, 2008 p. 116-124
- Revenir au capitalisme : Pour éviter les crises, Odile Jacob, 2010  (ISBN 978-2738124814)
- Libérons-nous, Les Belles Lettres, 2013  (ISBN 978-2-251-23001-6)
- La tyrannie fiscale, Odile Jacob, 2014
- Concurrence et liberté des échanges, éditions Libréchange, 2014
- Competition, Coordination and Diversity – From the Firm to Economic Integration, Cheltenham-UK, Northampton-USA, Edward Elgar, 2015
- Frédéric Bastiat, Père de la science économique moderne, Institut Charles Coquelin, 2015
- Les systèmes monétaires : Des besoins individuels aux réalités internationales, Odile Jacob, 2016  (ISBN 978-2738134998) [présentation en ligne]
- Le vrai libéralisme : Droite et gauche unies dans l'erreur, Odile Jacob, 2019